# Oroshigane
Oroshigane er en specielt designet rivejern for planteroden til wasabi eller for andre vækster, urter eller rødder som er vanskelige at rive på et almindeligt rivejern.Der er masse-producerede variationer af oroshigane, men det siges, at det bedste er at rive wasabi på tørret hajskind som har en endnu finere overflade – næsten som sandpapir.